# Nicolette Bethel
Nicolette Bethel là một giáo viên, nhà văn và nhà nhân chủng học người Bahamas. Bà là Giám đốc Văn hóa tại Bahamas, và hiện là giảng viên toàn thời gian của Trường Khoa học Xã hội tại Đại học Bahamas.

## Đời sống
Bà học tại Trinity College ở Đại học Toronto và tại Corpus Christi College, Cambridge, nơi bà có bằng tiến sĩ nhân học xã hội năm 2000.
Trong khi bà đã xuất bản một số bài thơ và truyện ngắn, đồng sáng tác và đồng sản xuất một số vở kịch cho các nhà hát của Bahamas, bà được cho là nổi tiếng nhất với tư cách là một chuyên gia cho Junkanoo, một lễ hội Bahamian vào Giáng sinh.
Bà cũng là biên tập viên và người mở rộng cuốn sách của cha mình trong lễ hội: E. Clement Bethel; Junkanoo: Lễ hội của Bahamas (Macmillan Caribbean, 1992, ISBN 0-333-55469-8

## "Chúng tôi là nhân dân" và lòng yêu nước của Bethel
Được thành lập lần đầu tiên vào ngày 16 tháng 11 năm 2010, "We The People" là một tổ chức phi lợi nhuận do Ed Fields và một nhóm người từ Bahamas thường gọi là "Ba mươi đầu tiên". Ưu đãi chính của tổ chức này là tạo ra sự thay đổi và cải thiện tích cực ở Bahamas. Trở thành thành viên của "We The People" rất đơn giản vì nó "mở cửa cho sinh viên, học giả, chuyên gia kinh doanh, quan chức công cộng đã nghỉ hưu, các tổ chức và hiệp hội khác, công chúng nói chung và bất cứ ai yêu mến The Bahamas". Tình yêu của Bethel dành cho Bahamas và chủ nghĩa yêu nước đã biến "Chúng ta là Người" trở thành một cách hấp dẫn để giúp bà ấy hỗ trợ và tạo ra sự thay đổi ở đất nước bà ấy.
Bethel là một phần của "Chúng tôi là Nhân dân" "Ba mươi đầu". Niềm tin mãnh liệt của bà vào ý tưởng rằng người Bahari có thể làm việc cùng nhau để tạo ra một sự thay đổi lớn mà không cần sự trợ giúp của các thế lực bên ngoài đã thúc đẩy bà tham gia và là người đóng góp chính, và là người lãnh đạo, cho "Chúng ta là Người. Bethel tin chắc rằng do quy mô của Bahamas, việc tạo ra sự thay đổi có thể đạt được "trong chớp mắt". Cùng với 29 thành viên khác bao gồm "Ba mươi đầu tiên", Bethel đặt mục tiêu xóa bỏ mọi khía cạnh tiêu cực của cuộc sống ở Bahamas để tạo ra một xã hội sống ổn định và hài hòa.